# Industrija Motornih Vozil
Industrija Motornih Vozil (IMV) — бывшая югославская автомобилестроительная компания, расположенная в городе Ново-Место, Словения. Ныне принадлежит концерну Renault.

## История
Компания была основана на базе занимавшейся ремонтом сельхозтехники фирмы Agroservis в 1954 году. Первоначально называлась Moto Montaža и выпускала автомобили по лицензии DKW. С 1958 начала производство лёгких грузовиков под маркой IMV с двухтактными двигателями DKW. 
В середине 1960-х около 1000 грузовиков автомобилей IMV 1000 были поставлены в Чехословакию, где в основном использовались в качестве машин скорой помощи.
В 1967—1972 занималась лицензионным выпуском автомобилей Austin. Среди производившихся моделей были Austin 1300, Mini 1000 и Austin Maxi 1500/1750. В 1972 IMV подписала аналогичное соглашение, но уже с компанией Renault. В 1974—1992 производились Renault R4 (известная как «katrca»), R12, R16, R18.
Кроме того, IMV выпускала дома на колёсах, а также прочие транспортные средства собственных конструкций. В июне 1988 Renault и IMV основали совместное предприятие, в результате деятельности которого в 1989 году автостроительное подразделение IMV перешло в собственность Renault (под названием REVOZ — REnault VOZidla),, а выпуском прочих трейлеров продолжила основанная на базе прочих подразделений в 1995 фирма Adria Mobil.
Первой продукцией REVOZ стала модель Renault 5, а затем Clio и Clio II (с 2001). В 2002, изменилась организация REVOZ: коммерческую деятельность ведётся от лица фирмы Renault Slovenia (точнее Renault Nissan Slovenia), а производством занята собственно REVOZ. В 2004 Renault стал 100 % владельцем компании. Её теперешняя продукция — Renault Twingo (с весны 2006).

## Модельный ряд

### DKW
Результатом сотрудничества с фирмой Auto Union стал выпускавшийся до 1963 по образцу DKW-Schnellaster лёгкий грузовик Donau 1000. Всего югославская сторона получила около 4600 двигателей и КПП.

### IMV
| Модель    | Объём двигателя | Мощность | Годы выпуска | Произведено, шт. |
| --------- | --------------- | -------- | ------------ | ---------------- |
| IMV 1000  | 981             | 29kW     |              |                  |
| IMV 1600R | 1647            | 45kW     |              |                  |
| IMV 2200D | 2197            | 44 kW    |              |                  |

### Austin IMV
| Модель                    | Объём двигателя | Мощность | Годы выпуска | Произведено, шт. |
| ------------------------- | --------------- | -------- | ------------ | ---------------- |
| 1300 Saloon Super de Luxe | 1275            | 53       | 1969-1972    | 14.450           |
| 1300 Special              | 1275            | 65       | 1972         | 485              |
| 1000 Mini                 | 998             | 34       | 1970-1972    | 5.354            |
| 1500 Maxi                 | 1485            | 74       | 1970-1971    | 897              |
| 1750 Maxi                 | 1748            | 72       | 1971-1972    | 193              |

### Renault
| Модель     | Годы выпуск | Выпущено, шт. | Примечания                                   |
| ---------- | ----------- | ------------- | -------------------------------------------- |
| Renault 4  | 1973-1992   | 575.824       | Вместе с 295863, произведенными фирмой Revoz |
| Renault 12 | 1974-1977   | 7.278         |                                              |
| Renault 16 | 1974-1976   | 342           |                                              |
| Renault 18 | 1980-1987   | 18.714        |                                              |

- Renault 5 1989—1996 295863
- Renault Clio 1993—1998 299831
- Renault Clio II 1998- 1436293 (на 12.2011)
- Renault Twingo II 2007- 689619 (на 12.2011)